# Casa Sardà
La casa Sardà o cal Sardà és un monument protegit com a bé cultural d'interès local del municipi de Reus (Baix Camp), situada al carrer de Prat de la Riba i dissenyat per l'arquitecte Pere Caselles.

## Descripció
És un edifici d'habitatges de planta baixa i dos pisos, amb una barreja d'elements que li donen un cert aire d'exotisme, com els arcs conopials de les finestres del pis superior. La planta baixa és totalment de pedra, amb les llindes de les portes decorades amb formes vegetals. La resta de la façana està recoberta per un estucat de molt bona qualitat que imita un aparell de pedra lleugerament encoixinat. Presenta uns relleus que decoren els emmarcaments de les obertures i els de les dobles mènsules del balcó del pis principal, que representen un animal fantàstic. La façana es corona amb un voladís d'obra suportat per deu mènsules amb decoració vegetal, sobre el que apareix la barana del terrat, amb una decoració de traceria. A les llindes de les tres portes dels balcons, dins de marcs estrellats, hi ha les inicials del promotor (RSM). El balcó del pis principal, que havia de ser d'obra amb decoració de traceria, segons el projecte, és de ferro forjat. La llosana i la barana del segon pis deuen ser el resultat d'alguna reforma de la casa, ja que la barana de ferro és absolutament diferent de la del pis principal i les dues finestres que hi queden integrades tenen ampit de traceria, com si haguessin obert directament al carrer. Planejada abans de l'esclat del moviment modernista, mentre aquest estil encara cercava la seva personalitat, la casa se situa entre l'eclecticisme del segle xix i els referents medievals: neogòtic i neomudèjar en aquest cas, especialment al segon pis de la façana, en elements com els estels de vuit puntes o les finestres d'arc trevolat, una de les quals encara conserva els vitralls plomats de colors, i que ens trasllada a l'època gòtica amb la decoració de boletes i petites petxines de pedra (rosetes), les mènsules amb temes mitològics, i les motllures circulars (càtedres).

## Història
La casa la va dibuixar Pere Caselles pel comerciant de vins Romà Sardà Montseny, persona coneguda en l'àmbit del republicanisme reusenc de qui es diu que tenia també un mas amb una cava on feia xampany. El 1918 Pere Caselles va redactar un projecte d'ampliació de la casa que incorporava una casa veïna, per transformar-la en una anacrònica torre medieval de planta baixa i tres pisos, amb una tribuna de fusta coronada amb merlets. El projecte no es portà a terme.
Actualment l'edifici s'ha restaurat per fora i reformat substancialment per dins, per adaptar-lo al seu nou ús comercial. En els tres medallons de la façana, on segons el projecte inicial hi havien d'anar les inicials del propietari (R. S. M.), ara hi han les de 'actual propietari, que va encarregar la reforma.